# Johann Erich von Berger
Johann Erich von Berger  (* 1. September 1772 in Faaborg, Fünen; † 22. Februar 1833 in Kiel) war ein dänisch-deutscher Philosoph.

## Leben und Wirken
Berger, Sohn des dänischen Generals Valentin von Berger, studierte anfänglich an der Universität Kopenhagen, später an der Georg-August-Universität Göttingen Rechts- und Staatswissenschaften. Von Karl Leonhard Reinhold und nach dessen Abgang von Johann Gottlieb Fichte angeregt, studierte er dann Philosophie an der Universität Jena. 1801 wurde er Auskultant bei der Rentkammer in Kopenhagen. Auf den Rat Friedrich Wilhelm Joseph von Schellings wendete er sich auch den Naturwissenschaften zu. Er kaufte 1801 das Gut Seekamp und ließ sich als Landwirt im Herzogtum Holstein nieder. Zugleich war er Kommandeur der Küstenmiliz der Festung Friedrichsort.
Seit 1809 hörte er bei Carl Friedrich Gauß in Göttingen Astronomie. Am 4. September 1813 wurde er zum königlich dänischen wirklichen Etatrat ernannt und am 5. Mai 1814  ordentlicher Professor für Astronomie und Philosophie an der Christian-Albrechts-Universität Kiel. Am 28. April 1815 wurde er dann zum Doktor der Philosophie promoviert. Am 31. Januar 1826 wurde er dann auch Professor für Philosophie in Kiel. 1821/22 und 1832/33 war er Rektor der CAU.
Sein System, das er nach mehreren kleineren Schriften (Philosophische Darstellung der Harmonien des Weltalls (Altona 1808), Über den scheinbaren Streit der Vernunft wider sich selbst (Altona 1818)) in seinem Hauptwerk Allgemeine Grundzüge der Wissenschaft (Altona 1817–1827, 4 Bände) niederlegte, war eine Art Identitätsphilosophie, bei welcher der Begriff der Bewegung, welche den Zusammenhang des natürlichen Werdens (der Dinge) und des idealen Werdens (als höchsten Endziels der Geisterwelt) vermittelt, die Hauptrolle spielt. Diese Anschauungen blieb auf die später entwickelte Philosophie seines einstigen Hörers Friedrich Adolf Trendelenburg nicht ohne Einfluss.
Sein „organisches Modell der Wissenschaften“ charakterisierte er wie folgt:

„Wir dürfen also wohl hier schon im Allgemeinen aussprechen, was der Inhalt aller Wissenschaft seyn mag, und was keine Erfahrung widerlegen kann: Daß das Princip der Entwickelung und des Zusammenhangs unserer Gedanken auch das der Entwickelung und des Zusammenhangs der Dinge seyn müsse.“